# Carlos Lico
Carlos José Reyes Hernández, más conocido por su nombre artístico Carlos Lico (Izamal, Yucatán; 2 de enero de 1933 - Ciudad de México; 7 de noviembre de 2009), fue un cantautor mexicano. Se le llegó a conocer como El Señor de la Voz de Oro por sus interpretaciones de boleros y música romántica.

## Semblanza biográfica
Sus padres fueron Luis Reyes Domínguez y Aurora Hernández Cárdenas, quienes eran familiares de los compositores yucatecos Guty Cárdenas y Pepe Domínguez. Una hermana que se le conoció fue Bertha Reyes de Barrera (+) quien vivía y falleció hace algunos años en la ciudad de Nuevo Laredo. Desde joven mostró su afición por el canto y aprendió a tocar guitarra. En la década de los 50's comenzó su carrera artística tocando con un trío en Nuevo Laredo, Tamaulipas. Cantó con Los Tres Reales, Los Dante, Los Delfines, Los Modernistas, Los Embajadores, Los Pao, Los Columbos y Las Tres Siluetas. Grabó dos discos LP con Los Vegas en Nueva York y en Londres.
Después de realizar varias giras por Estados Unidos, Canadá y Puerto Rico, se estableció en la Ciudad de México. Se dio a conocer como solista interpretando canciones de Armando Manzanero, Paco Chanona y Héctor Meneses. Como cantante grabó más de 47 LP. Entre sus interpretaciones más conocidas destacan “No”, “Esta tarde vi llover”, “Adoro”, “Tengo”, “Tú qué me das” y “Vete de aquí”. 
Como compositor destacan “Todos esos días”, “Alma rota” (o “Cantinero”), “Liliana” (dedicada a su hija), “Si no te quisiera” y “La boa” (variante de la canción “Angoa” del cubano Félix Reyna). Sus composiciones han sido interpretadas por Vikki Carr, Alberto Vázquez, La Sonora Santanera, Trío Los Montejo, la Banda el Recodo, Vicente Fernández, Enrique Guzmán y Lucha Villa.
Recibió varios homenajes y reconocimientos en Latinoamérica y obtuvo varios discos de oro y platino por la venta de sus grabaciones. 
Murió en su casa de la Ciudad de México el 7 de noviembre de 2009 a los 76 años de edad debido a una insuficiencia renal crónica derivada de un cáncer de próstata, enfermedad que mermó su salud durante varios años.
Años atrás Carlos Lico había sido hospitalizado en varias ocasiones a consecuencia de problemas cardiacos que también lo afectaban desde hacía tiempo.

## Filmografía
- 1968 Sor Ye-Yé... Cantante
- 1968 El Zángano... Carlos, cantante
- 1969 El hijo pródigo... Mario